# Abaciscus intractabilis
Abaciscus intractabilis là một loài bướm đêm thuộc họ Geometridae. Nó được Walker miêu tả năm 1864. Loài này có ở Borneo, bán đảo Mã Lai và Sumatra.